# West Looe
West Looe är en ort i civil parish Looe, i distriktet Cornwall, i grevskapet Cornwall, i England. West Looe var en civil parish fram till 1934 när blev den en del av Looe. Civil parish hade 1 444 invånare år 1931.